# 嵐に叛く女
『嵐に叛く女』（あらしにそむくおんな、Laughing Anne）は、1953年に公開されたイギリスのアドベンチャー映画。監督ハーバート・ウィルコックス。出演ウェンデル・コーリイ、マーガレット・ロックウッド、フォレスト・タッカー、ロナルド・シナ―。ジョゼフ・コンラッドの短編小説、"Because of the Dollars"と1923年の戯曲Laughing Anneの第二幕を元に脚色している。映画はロンドンのシェパートン・スタジオで撮影された。映画のセットは美術監督のウィリアム・C・アンドリューがデザインし、衣装はエリザベス・ハフェンデンが担当した。

## あらすじ
1880年代、パリ在住のボクサー・ファレルは八百長試合を断ったことでボクシング界から追い出されてしまい、恋人のアンとともに各地を放浪する。
やがて、彼女はジャワの酒場で歌手となり、「笑うアン」の異名を持つようになった。
ある日、彼女は小機帆船の船長デビッドと出会い、ファレルは焼きもちを焼く。
翌日、デビッドは自分の船にアンが乗り込んでいたことに気づき、仕方なくシンガポールまでの乗船を許可する。
やがて、デビッドは彼女を愛するようになり、ついにはプロポーズをするも、受け入れてもらえなかった。
数年後、ある奥地を訪れたデビッドは、アンと再会する。彼女はファレルとの間にデヴィという子どもをもうけていた。
そのファレルはデビッドの船の積み荷を狙っており、最終的に2人は相討ちとなる。数年後、成長したデヴィがデビッドの船に乗るところで物語は幕を下ろす。

## キャスト
| 役名         | 俳優                       | 日本語吹替                                 |
| 役名         | 俳優                       | 日本テレビ版                               |
| ------------ | -------------------------- | ------------------------------------------ |
| デビッド     | ウェンデル・コーリイ       | 城達也                                     |
| アン         | マーガレット・ロックウッド | 高橋和枝                                   |
| ノビ―        | ロナルド・シナ―            | 戸田皓久                                   |
| ファレル     | フォレスト・タッカー       | 宮部昭夫                                   |
| コンラッド   | ロバート・ハリス           | 若山弦蔵                                   |
| スーザン     | ヘレン・シングラー         | 槙伸子                                     |
| フランシ     | ジャック・B・ブルニウス    | 井関一                                     |
| ニッキ―      | ダニー・グリーン           | 雨森雅司                                   |
| ジャック     | ハロルド・ラング           | 木谷省三                                   |
| 歌手         | ダフネ・アンダーソン       | 中原郁江                                   |
| ピエール     | ジョー・パウエル           | 平井俊明                                   |
| ナレーション | N/A                        | 寺島幹夫                                   |
| 不明 その他  |                            | 小室かよ 小宮山清 今富泰作 品川徹 吉行知子 |
|              |                            |                                            |
| 演出         | 演出                       | 吉沢京夫                                   |
| 翻訳         | 翻訳                       | 島崎ひかり                                 |
| 効果         | 効果                       | PAG                                        |
| 調整         |                            |                                            |
| 制作         | 制作                       | 東京プロモーション                         |
| 解説         |                            |                                            |
| 初回放送     | 初回放送                   | 1964年6月28日製作                          |